# Битка при Хейстингс
Битката при Хейстингс се състои на 14 октомври 1066 г. между норманската армия на Уилям Завоевателя и англо-саксонската армия на крал Харолд Годуинсън. Тя завършва с победа на норманите и установяване на техния контрол над Англия.
Битката се провежда край град Хейстингс (Hastings) в Източен Съсекс, по точно на мястото, където сега се намира малкият град Батъл (на английски: battle – битка)

## Предистория
На 28 септември 1066 г. Уилям Нормандски, обявявайки претенциите си за английската корона, акостира край Певънзи в Югоизточна Англия. Според легендата, след като стъпва на брега, Уилям се спъва и пада на лицето си, като след това се спасява от неудобното положение пред своите войници, извиквайки с ръце пълни с пясък „Знам как да загреба земята на Англия!“ (Тази история има явни прилики с тази за Юлий Цезар и неговото нашествие в Британия и вероятно е ползвана от биографа на Уилям, за да подчертае сходството между двете събития.)
Получавайки вестта за пристигането на Уилям, крал Харолд Годуинсън, току-що разбил норвежката армия на Харалд Хардрада, дебаркирала в североизточната част на Англия, се отправя на югоизток, събирайки по пътя всички възможни военни сили. Харолд разполага войската си на 6 мили във вътрешността северно от Хейстингс, на мястото на съвременния град Батъл, наречен така в чест на битката.
Англосаксонските сили обикновено се оценяват на 7 – 8 хиляди души, съставени изцяло от пехота, въоръжена с мечове, копия и страховитите датски брадви. Благородническата част от войската била защитена с ризници и продълговати ромбовидни щитове. Аристократите заемат предните редици, като образуват стена от щитове. По-низшите благородници и селяните са разположени отзад, въоръжени с каквото успеят да се сдобият. Армията заема позиция по протежението на един хребет.
На сутринта в събота, 14 октомври, Уилям свиква силите си под позициите на англичаните. Норманската войска е сравнима като големина с тази на англичаните, съставена от френски, бретански и фламандски васали на херцога и от свободни войници, някои от които дошли чак от Норманска Италия. На аристократите е обещана английска земя и титли в замяна на тяхната материална подкрепа, а на редовите войници се плаща в плячка и пари. Армията е разгърната по типичен средновековен начин, на три отряда – норманите в средата, бретонците – вляво, а франко-фламандските части – по десния фланг. Войската е съставена не само от пехота, но и от кавалерия и стрелци, включително с арбалети. В началото на битката стрелците и арбалетистите заемат позиции отпред.
Според преданието, менестрелът на Уилям иска разрешение да бъде първият, влязъл в бой, и след като го получава, се отправя сам на кон към английските редици, размахвайки меч и копие във въздуха и пеейки ранна версия на „Песен за Ролан“. Според ранните източници, един от знатните английски рицари излиза от редиците и бива посечен от менестрела, който взима главата му като трофей, за да покаже, че Господ е на страната на нашествениците. По-късни източници (12 век) твърдят, че менестрелът навлиза в редиците на врага, убивайки от един до трима англичани, преди да падне геройски в боя.

## Ход на битката
Началото на битката е сложено с масиран огън от стрелковите части на норманите. Въпреки това, поради лоша подготовка, това действие не успява да нанесе някакво решително въздействие върху английските редици.
След това норманската кавалерия и пехота се придвижва напред, водена от херцога и неговите природени братя, епископ Одо и граф Робер от Мортен. По целия фронт предните редици на нашествениците навлизат в ръкопашен бой със защитаващата армия, унищожавайки не без помощта на дългите датски брадви вражеските войски. Стената от щитове на англичаните въпреки това остава здрава.
Бретонците на левия фланг първи влизат в контакт със стената от щитове. Без необходимия опит и подготовка за свирепата защита, те се отказват и отстъпват. Части от десния английски фланг, вероятно водени от един от братята на Харолд, се откъсват от редиците и подгонват бретонците надолу по хълма диво и неорганизирано. На равното, без защитната формация от щитове, англичаните са нападнати от норманската кавалерия и изклани.
Склонността на англичаните да преминават в преждевременна офанзива е забелязано от норманските лордове, които с известен успех прилагат тактиката на фалшивото отстъпление на няколко пъти през деня. С всяко последвало нападение през деня, норманската кавалерия предприема серии от атаки, отдръпвайки се скоро след установяване на контакт с врага. Групи от англичани се втурват да преследват уж победения противник, който веднага след това се обръща, прегазвайки заблудените англосаксонски войски и намалявайки стената от щитове.
Норманите се отдръпват за прегрупиране и продължават с щурмуването на формацията от щитове. Битка се проточва през остатъка от деня, като всяка поредна норманска атака отслабва допълнително защитата и оставя трупове след себе си.
Към края на деня английската предна защитна линия е почти напълно унищожена и заменена със зле въоръжени селяни опълченци. Предводителят на норманите, Уилям, също е загрижен, тъй като падането на нощта ще принуди неговата собствена изтощена войска да се оттегли, вероятно дори до корабите, където би била лесна плячка за английския флот в Ламанша. Докато воините се подготвят за финалния щурм, Уилям нарежда на стрелците и арбалетистите да се придвижат отново напред. Този път те стрелят високо, а стрелите причиняват множество жертви сред страничните редове на англосаксонците. Когато норманската пехота и кавалерия пристъпва за пореден път, водачът на англичаните Харолд е ранен смъртоносно. По обичай се вярва, че той е пронизан в окото от стрела, но според други летописи е разкъсан на парчета от нормански рицари, начело със самия Уилям. Възможно и двете версии за гибелта на Харолд да са верни – първо да е бил ранен в лицето от стрела, а да е бил довършен в ръкопашен бой по време на последния нормански щурм.
Подновената норманска атака достига върха на хребета, стигайки до най-крайните леви и десни редици на оредялата английска войска. Тогава норманите започват да притискат последните английски части по протежението на хребета, англичаните проявяват неувереност, като стената от щитове е разбита на няколко места. Благородниците, при вестта за смъртта на своя крал, започват да се отдръпват от битката, подгонени от нашествениците. Личната охрана на Харолд остава да се бие до последно, оформяйки кръг около тялото на своя крал и неговите бойни знамена. Трупът на Харолд вероятно е скопен от някой от атакуващите.

## Последици
Едва малка част от защитниците успяват да си проправят път до гората. Някои от норманите преследват останалите английски части, но са убити от засада в здрача, когато достигат до стръмнина.
Уилям, след като през нощта си почива на трудно завоюваната земя, обмисля завладяването на Британия. Той подсилва армията си за две седмици близо до Хейстингс, докато чака английските лордове да пристигнат, за да засвидетелстват подчинението си. След като осъзнава малката вероятност за това, той продължава своето настъпление към Лондон. Войската му е сериозно отслабена през ноември от дизентерия, като самият Уилям също се разболява тежко. Въпреки това той нарежда на силите си да продължат хода си към столицата. След като достигат до Уолингфърд на Темза в три колони, те заплашват Лондон с обсада.
След няколко провалили се опита за атака край Лондон, английските лордове се отказват от нови опити за отблъскване на Уилям – северните владетели Едуин и Моркар, Есегар, приставът на Лондон и некоронованият крал на Англия Едгар II идват и се подчиняват на норманския херцог. Уилям е коронован като третия английски крал за тази година на Коледа в Уестминстър.
Батълското абатство е построено след битката на самото бойно поле, а паметна плоча обозначава мястото, където Харолд пада в боя и където някога е стоял олтарът.

## В изкуството
Събитията около и по време на Битката при Хейстинг са пресъздадени във филма от 2009 г. – „1066“